# Musée Exploradôme
 (septembre 2024).
Si vous disposez d'ouvrages ou d'articles de référence ou si vous connaissez des sites web de qualité traitant du thème abordé ici, merci de compléter l'article en donnant les références utiles à sa vérifiabilité et en les liant à la section « Notes et références ».
L'Exploradôme est un musée interactif de sensibilisation et de diffusion de la culture scientifique, technique et numérique. Fondé en 1998 par Goéry Delacôte, et situé depuis 2009 à Vitry-sur-Seine, dans le Val-de-Marne en France.
Le musée propose un catalogue diversifié de plus d’une cinquantaine de manips (dispositifs interactifs) en libre accès, qui permettent d’explorer des thématiques scientifiques variées telles que le climat, l’énergie, le mouvement, les illusions d’optique, et les structures géométriques. Chacune de ces manipulations engage directement les visiteurs, en leur permettant de découvrir la science à travers l’expérimentation et la manipulation.
En plus de son exposition permanente, l'Exploradôme met à disposition un catalogue d'une dizaine d’expositions temporaires et itinérantes, conçues pour voyager dans toute la France. Ces expositions permettent de toucher un public plus large et de diffuser la culture scientifique au-delà des murs du musée.

## Présentation et histoire du musée

### Association Savoir Apprendre
L’histoire du musée commence avec la création de l’association Savoir Apprendre en 1997 par Goéry Delacôte, physicien, didacticien et vulgarisateur français, membre de l'Académie des technologies. L’objectif de cette association était de promouvoir une éducation scientifique innovante, basée sur l’interaction et l’expérimentation. Delacôte a développé cette philosophie dans son ouvrage Savoir Apprendre, qui a servi de cadre conceptuel au projet du musée.
Ce livre éponyme, expose les principes fondateurs d’une approche ludique et immersive des sciences, visant à rendre celles-ci accessibles au plus grand nombre, et en particulier aux jeunes publics.

### Musée Exploradôme
Forte de cette vision, l'association Savoir Apprendre a lancé le projet du musée Exploradôme en 1998. Situé initialement au Jardin d'acclimatation à Paris, sous un chapiteau en forme de dôme, le musée incarnait parfaitement l'idée de Goéry Delacôte : un lieu où les visiteurs pouvaient découvrir les phénomènes scientifiques par eux-mêmes grâce à des installations interactives. Les dispositifs exposés encourageaient la manipulation directe pour comprendre des concepts scientifiques complexes de manière ludique et intuitive.

### Installation à Vitry-sur-Seine
En 2009, le musée Exploradôme déménage à Vitry-sur-Seine, dans un bâtiment moderne et plus spacieux, mieux adapté à ses besoins croissants. Ce nouveau lieu a permis au musée d’élargir ses activités et d’accueillir un public plus large, consolidant ainsi son rôle de centre de diffusion des sciences et des technologies en Île-de-France. Ce déménagement a marqué une nouvelle étape dans l’histoire du musée, lui permettant de développer des partenariats locaux et d’intensifier ses actions éducatives autour des enjeux contemporains comme le numérique et le développement durable.
L’association Savoir Apprendre continue d’assurer le développement du musée, avec une programmation riche en expositions temporaires et itinérantes, et des ateliers scientifiques qui touchent des milliers de visiteurs chaque année.

### Direction du musée
| Direction         | Depuis | Jusu'au  |
| ----------------- | ------ | -------- |
| Brigitte Zana     | 1998   | 2004     |
| Charles Sol       | 2004   | 2005     |
| Vida Konikovic    | 2005   | 2010     |
| Hélène Chahine    | 2010   | 2011     |
| Vida Konikovic    | 2011   | 2016     |
| Amar Aber         | 2016   | 2024     |
| Didier Mascarelli | 2024   | En cours |

## Espaces

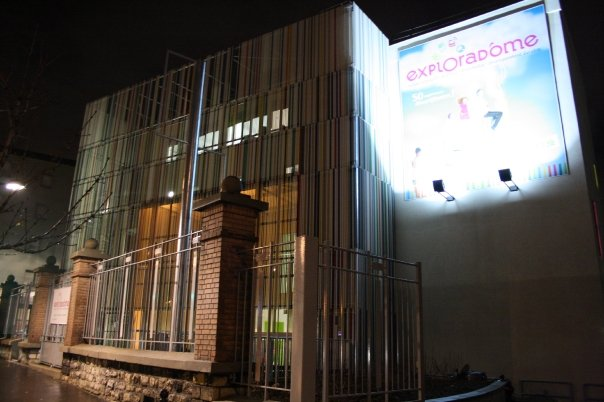
Façade de Exploradôme la nuit.

L’Exploradôme s’étend sur plusieurs niveaux, chacun dédié à des espaces interactifs et pédagogiques qui favorisent la découverte des sciences et du numérique. Chaque espace est soigneusement conçu pour encourager la manipulation, l’expérimentation et la sensibilisation à des thématiques variées,, de l’optique à l’informatique en passant par le développement durable.

### L'exposition permanente
Le rez-de-chaussée du musée abrite l’espace d'exposition permanente, surnommé la « salle des manips ». Cet espace est composé d’une cinquantaine de dispositifs interactifs qui permettent aux visiteurs de réaliser des expériences scientifiques. Des illusions d'optique classiques aux manipulations plus originales, chaque expérience est conçue pour rendre la science accessible et engageante.
Cet espace est organisé autour des thèmes suivant : 
- climat et météo ;
- structures et formes ;
- à propos du mouvement ;
- illusions d'optique ;
- énergie ;
- parcours vert.

Les visiteurs peuvent déclencher une tornade, observer un nuage magnétique, accrocher leur ombre au mur, ou encore découvrir comment leur cerveau peut être trompé par des illusions visuelles. L'objectif est de susciter la curiosité scientifique tout en rendant l'apprentissage amusant et pratique.
Ce niveau inclut également un parcours vert, qui sensibilise les visiteurs aux bonnes pratiques du développement durable. Ce thème traverse l'ensemble de l'espace, avec des manipulations et des démonstrations axées sur l'énergie, l'eau, la météo et la préservation des ressources naturelles. Ce parcours met l'accent sur l'importance de protéger l'environnement à travers des actions concrètes, tout en rendant cette démarche accessible à tous les publics

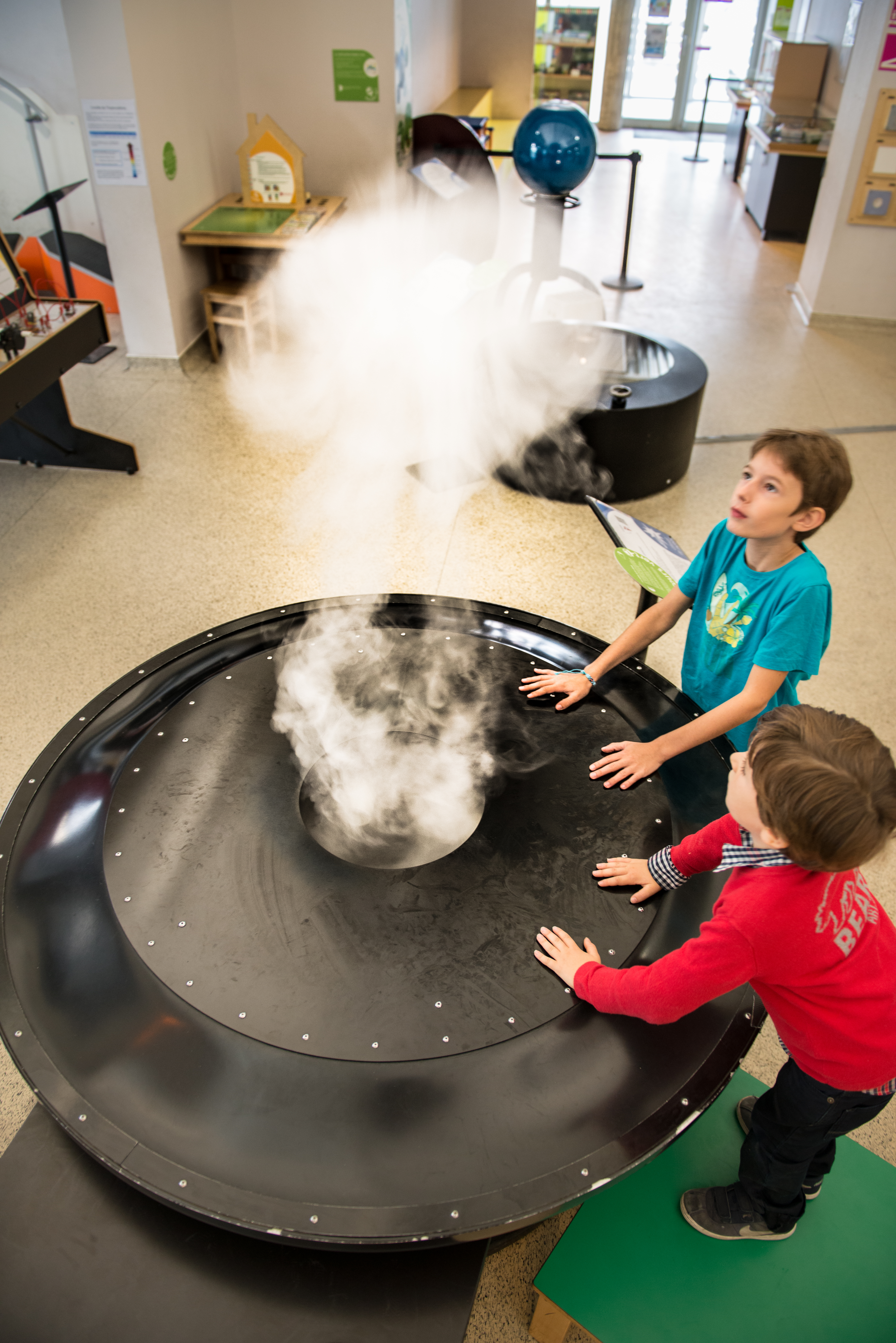
Le nuage en anneau, l'une des manips phare du musée Exploradôme

### L'Exposition temporaire et salle numérique (niveau 1)
Le premier étage du musée est dédié à deux espaces importants :
- Espace d'Exposition Temporaire : Cet espace accueille des expositions temporaires interactives, renouvelées chaque année. Chaque exposition traite de sujets scientifiques, technologiques ou sociétaux, permettant aux visiteurs d’explorer de nouvelles thématiques, toujours en lien avec l'approche interactive propre au musée. Ces expositions sont conçues pour évoluer, offrant ainsi une expérience renouvelée aux visiteurs réguliers tout en explorant des problématiques contemporaines.

| Titre de l'exposition                               | Année       |
| --------------------------------------------------- | ----------- |
| Le cirque sort sa science                           | 2009 - 2010 |
| La bio des bobos                                    | 2011 - 2012 |
| Biodivercitez ! Conjuguons ville et nature          | 2010 - 2011 |
| Anim' Action                                        | 2012 - 2013 |
| Bouger vert, imaginons les transports de demain     | 2013 - 2014 |
| FABRIQexpo, jouez à l'ingénieur(e)                  | 2014 - 2015 |
| AIR, l'expo qui inspire                             | 2015 - 2016 |
| Promenons-nous dans le bois                         | 2016 - 2017 |
| Illusions, une autre expérience de la réalité       | 2017 - 2018 |
| Super-Egaux, le pouvoir de l’égalité filles-garçons | 2018 - 2019 |
| Trajectoires, l'expo qui interroge nos mobilités    | 2019 - 2020 |
| En quête d'égalité - sur les traces du racisme      | 2020 - 2021 |
| CircaSciences - la physique en piste                | 2021 - 2022 |
| Fabriq'Expo, de l'idée à l'objet                    | 2022 - 2023 |
| GigOwatt ?! Quelles énergies pour demain ?          | 2023 - 2024 |
| Sport en Mouvements                                 | 2024 - 2025 |

- Salle Numérique : Entièrement réaménagée, la salle numérique est un espace dédié à l'initiation à l’informatique, à la programmation et aux nouvelles technologies. Dotée de 15 postes d’ordinateurs PC, d’une imprimante 3D et d’un Tableau Numérique Interactif (TNI), cet espace est idéal pour des ateliers pratiques et des formations. Il accueille régulièrement des cours pour enfants et adultes, permettant d’explorer la création numérique sous toutes ses formes (programmation, création musicale, bidouillage numérique). La salle numérique est également utilisée pour des formations pour adultes, des réunions, ou encore pour des activités de co-working, ce qui en fait un espace polyvalent et modulable

### Salles d'ateliers scientifiques (niveau 2)
Le deuxième étage est composé de deux salles d'ateliers scientifiques, spécifiquement conçues pour l’animation d’ateliers pédagogiques. Ces espaces sont équipés pour accueillir des groupes scolaires, de la maternelle au lycée, avec des activités adaptées à chaque niveau d’apprentissage. Les ateliers couvrent une variété de disciplines scientifiques, telles que la biologie, l'astronomie, la chimie et la biodiversité, et encouragent l’utilisation de technologies innovantes.
L’approche pédagogique favorise la démarche d’investigation, la collaboration en groupe et l’expérimentation directe, permettant aux élèves d’approfondir les notions abordées en classe. Les ateliers sont conçus pour compléter le programme scolaire, en proposant des approches pratiques et interactives qui permettent d’explorer de nouvelles thématiques ou de renforcer les apprentissages de manière ludique.